# STS-46
是历史上第四十九次航天飞机任务，也是亞特蘭提斯號太空梭的第十二次太空飞行。

## 任务成员
- 罗伦·施里弗（Loren Shriver，曾执行、以及任务），指令长
- 安德鲁·艾伦（Andrew M. Allen，曾执行、以及任务），飞行员
- 杰弗利·霍夫曼（Jeffrey A. Hoffman，曾执行、以及任务），任务专家
- 张福林（Franklin Chang-Diaz，曾执行、以及任务），任务专家
- 克劳德·尼克列（Claude Nicollier，瑞士宇航员，曾执行、以及任务），任务专家
- 玛莎·埃文斯（Marsha Ivins，曾执行、以及任务），有效载荷专家
- 弗兰科·马勒巴（Franco Malerba，意大利宇航员，曾执行任务），有效载荷专家